# Pariško zelena
Pariško zelena je anorganska spojina, bolj natančno imenovana bakrov(II) acetoarzenit, z molekulsko formulo Cu(C2H3O2)2·3Cu(AsO2)2. Je zelo strupen smaragdno kristalični prah, ki se kljub toksičnosti uporablja kot rodenticid, insekticid in kot pigment. Uporablja se tudi kot modro barvilo za ognjemete.
Barva pariška zelena se pripravi z združevanjem bakrovega acetata in arzenovega trioksida.

## Uporaba

### Insekticidi
Pariško zeleno so nekoč uporabljali za pobijanje podgan v pariški kanalizaciji, od tod tudi ime. Tudi drugod po svetu, predvsem v Ameriki so jo uporabljali kot insekticid v pridelavi jabolk. Okrog leta 1900 so jo začeli mešati s svincem arzenata. To zelo strupeno mešanico so uporabljali, da so požgali travo okoli dreves. V letih 1944 in 1945 so jo škropili z letali v Italiji, Sardiniji in na Korziki za zatiranje malarije.

### Pigment
Snov je bila priljubljena tudi kot pigment med pariškimi impresionisti.